# 豪斯鎮區 (北達科他州卡斯縣)
豪斯鎮區（英語：Howes Township）是位於美國北達科他州卡斯縣的一個鎮區。

## 地方資料
豪斯鎮區的面積為92.78平方千米，當中陸地面積為92.46平方千米，而水域面積為0.31平方千米。根據2020年美國人口普查的數據，當地共有人口80人，而人口密度為每平方千米0.86人。